# Microstylum albolimbatum
Microstylum albolimbatum là một loài ruồi trong họ Asilidae. Microstylum albolimbatum được Wulp miêu tả năm 1898.